# عقرب أكمه
عقرب أكمه أو رُشك (الاسم العلمي Belisarius xambeui)، نوع من العقرب ينتمي إلى فصيلة الشبدعيات. موطنه البلاد الحارة من العالم القديم. يألف المغاور والكهوف والأقبية القديمة. مسرحه دجوي. قوته الحشرات والذباب والهوام تقوده إليها حاسة الشم ثم السمع. جسمه صغير القد يطول عند الذكر نحو 25 مم. ويطول عند الأنثى 30 مم. ثوبه إلى السمرة الحنطية. بطنه مفلطح سكمي التركيب ينتهي بنذب سداسي السكم يحمل في طرفه شولة جوفاء حادة الحمة يستعملها في بث سمه لتخدير فريسته وللزود عن الحياة. عيناه مركبتان عادمتا البصر لذلك يدعى العقرب الأكمه. الأنثى تعيش نحو خمس سنوات أما الذكر فيعيش إلى حين يكوم الأنثى التي تقضي عليه.